# Ulf Leirstein
Ulf Isak Leirstein, född 30 juni 1973 i Sarpsborg, är en norsk politiker (Frp). Han valdes in i Stortinget på mandat från Østfold 2005. 
I januari 2018 drog Leirstein sig tillbaka från alla uppdrag i Frp på grund av beskyllningar att ha skickat pornografiskt material till en fjortonåring.